# فارالو
فارالو هي بلدية ومدينة صغيرة يقطنها 7.195 نسمة (1-1-2017) في مقاطعة فرشيلي التابعة لإقليم بييمونتي في إيطاليا. وهي تقع في فالسيشيا 450 متر (1,480 قدم) فوق مستوى سطح البحر، وعلى بعد 66 كيلومتر (41 ميل) شمال شرق مدينة فيرتشيلي و55 كيلومتر (34 ميل) شمال غرب مدينة نوفارا.
في عام 1971 منحت فارالو وسام الشجاعة الذهبي العسكري من أجل شجاعة سكانها ضد الاحتلال الألماني في المراحل المتأخرة من الحرب العالمية الثانية.

## السكان
في سنة 1861 بلغ عدد السكان 7٬564 نسمة، وتطور العدد ليصل في سنة 2011 لـ 7٬485 نسمة.
يظهر هذا المخطط البياني تطور النمو السكاني لـ فارالو

## الجغرافيا

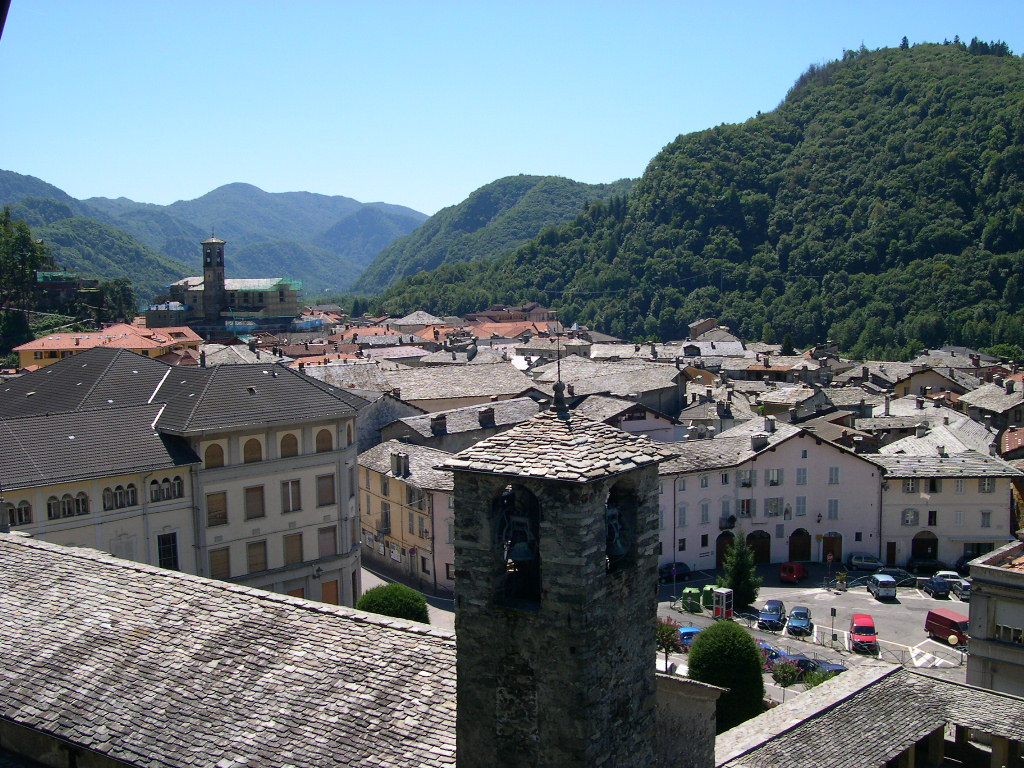

تحيط بالمدينة جبال الألب وهي ليست بعيدة عن مونتي روزا، التي يمكن رؤيتها من التلال المحيطة بها.

## وصلات خارجية
- الموقع الرسمي الأوروبي الجبال المقدسة (بالإنجليزية)